# Liste de lacs par superficie
Cet article est une liste de lacs par superficie. Ils sont classés par superficie décroissante (sur l'ensemble des continents).

## Hypothèses de classement
Le classement des lacs dépend des choix faits concernant les mers fermées et la liste retenue pour les Grands Lacs d'Amérique du Nord.
En dehors de la particularité d'avoir une salinité variable, les mers fermées sont des lacs d'un point de vue géographique et juridique. Elles sont incluses dans le classement général des lacs.
Concernant les Grands Lacs, les encyclopédies généralistes considèrent généralement qu'ils sont au nombre de cinq, c'est-à-dire que les lacs Michigan et Huron sont considérés individuellement,,,. Bien que d'un point de vue hydrologique ces deux lacs puissent être comptabilisés comme un seul (lac Michigan-Huron), les classements encyclopédiques des lacs par superficie les distinguent.

## Liste

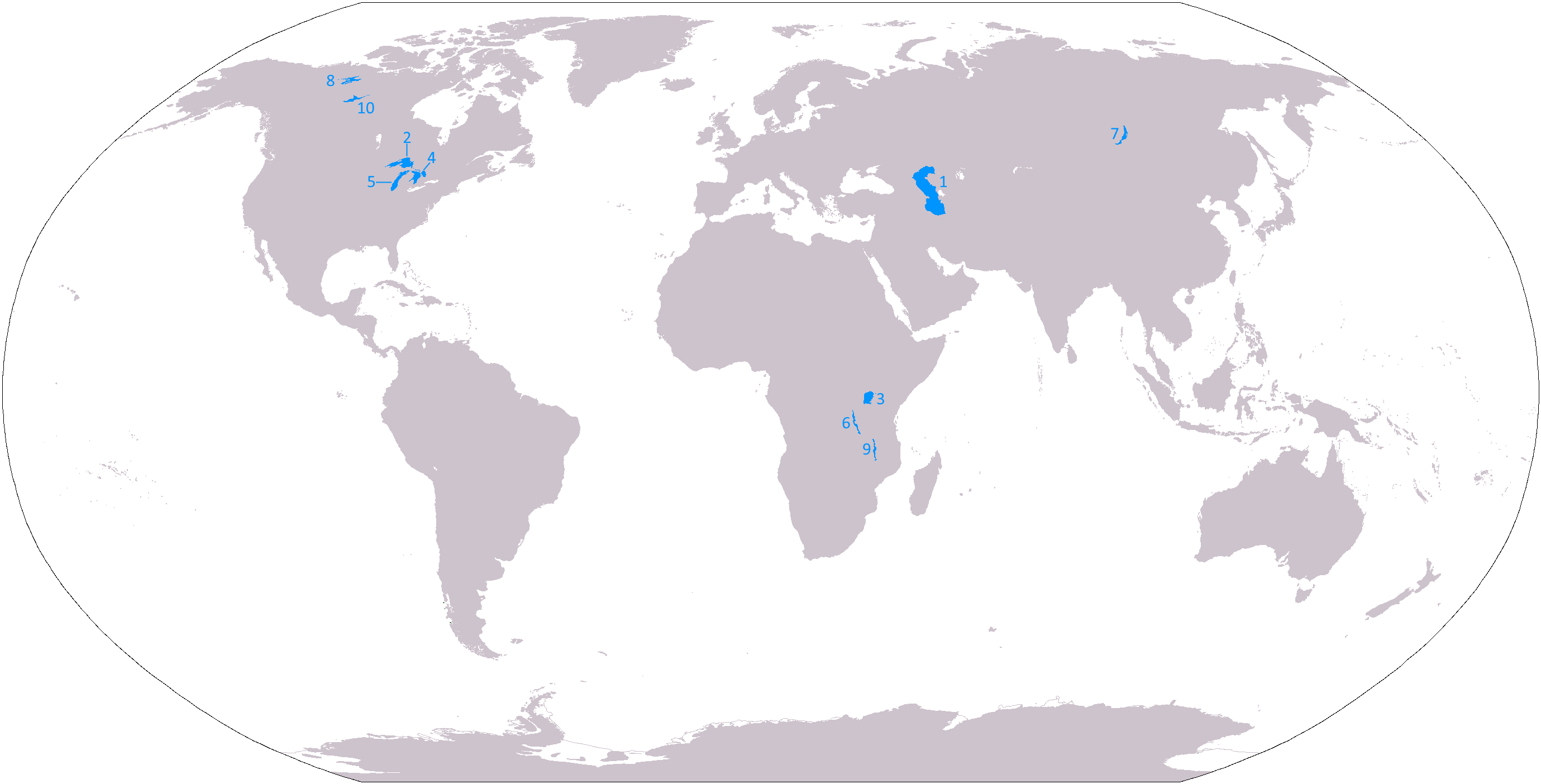
Carte, en projection cylindrique équidistante, avec les 10 plus grands lacs (en bleu)

La liste suivante tente de recenser tous les lacs dont la superficie est supérieure à 3 000 km2. La superficie de certains lacs peut varier considérablement en fonction du temps, aussi bien d'année en année que d'une saison à l'autre. C'est surtout vrai pour les lacs salés des régions arides.
Par ailleurs, les données de superficie peuvent varier selon les sources.
| Rang | Lac                    | Pays                                                         | Continent         | Superficie (km2) | Eau   | Longueur (km) | Profondeur max. (m) | Volume (km3) |
| ---- | ---------------------- | ------------------------------------------------------------ | ----------------- | ---------------- | ----- | ------------- | ------------------- | ------------ |
| +01, | Mer Caspienne          | Azerbaïdjan, Iran, Kazakhstan, Russie, Turkménistan          | Asie              | +371 000,        | salée | +1 199,       | +1 025,             | +78 200,     |
| +02, | Supérieur              | Canada, États-Unis                                           | Amérique du Nord  | +082 100,        | douce | +0563,        | +0406,              | +12 100,     |
| +03, | Victoria               | Kenya, Ouganda, Tanzanie                                     | Afrique           | +069 485,        | douce | +0322,        | +0084,              | +02 750,     |
| +04, | Huron                  | Canada, États-Unis                                           | Amérique du Nord  | +059 600,        | douce | +0332,        | +0230,              | +03 538,     |
| +05, | Michigan               | États-Unis                                                   | Amérique du Nord  | +057 750,        | douce | +0494,        | +0281,              | +04 918,     |
| +06, | Tanganyika             | Burundi, République démocratique du Congo, Tanzanie , Zambie | Afrique           | +032 893,        | douce | +0676,        | +1 470,             | +18 900,     |
| +07, | Baïkal                 | Russie                                                       | Asie              | +031 722,        | douce | +0636,        | +1 642,             | +23 600,     |
| +08, | Grand lac de l'Ours    | Canada                                                       | Amérique du Nord  | +031 153,        | douce | +0320,        | +0446,              | +02 236,     |
| +09, | Malawi                 | Malawi, Mozambique, Tanzanie                                 | Afrique           | +030 044,        | douce | +0579,        | +0706,              | +08 400,     |
| +10, | Grand lac des Esclaves | Canada                                                       | Amérique du Nord  | +028 930,        | douce | +0480,        | +0614,              | +02 090,     |
| +11, | Érié                   | Canada, États-Unis                                           | Amérique du Nord  | +025 719,        | douce | +0388,        | +0064,              | +00489,      |
| +12, | Winnipeg               | Canada                                                       | Amérique du Nord  | +024 514,        | douce | +0425,        | +0036,              | +00283,      |
| +13, | Ontario                | Canada, États-Unis                                           | Amérique du Nord  | +019 477,        | douce | +0311,        | +0244,              | +01 639,     |
| +14, | Balkhach               | Kazakhstan                                                   | Asie              | +018 428,        | salée | +0605,        | +0026,              | +00106,      |
| +15, | Ladoga                 | Russie                                                       | Europe            | +018 130,        | douce | +0219,        | +0230,              | +00908,      |
| +16, | Aral                   | Kazakhstan, Ouzbékistan                                      | Asie              | +017 160,        | salée | +0428,        | +0040,              | +00650,      |
| +17, | Vostok                 | Antarctique                                                  | Antarctique       | +015 690,        | douce | +0250,        | +0900,              | +05 400,     |
| +18, | Maracaibo              | Venezuela                                                    | Amérique du Sud   | +013 210,        | douce | +0160,        | +0060,              | +00280,      |
| +19, | Tonlé Sap              | Cambodge                                                     | Asie              | +013 000,        | douce | +0140,        |                     | +00028,      |
| +20, | Lagoa dos Patos        | Brésil                                                       | Amérique du Sud   | +010 140,        | douce | +0265,        | +0005,              |              |
| +21, | Onega                  | Russie                                                       | Europe            | +009 891,        | douce | +0248,        | +0120,              | +00280,      |
| +22, | Bangwelo               | Zambie                                                       | Afrique           | +009 840,        | douce | +0075,        | +0010,              | +0 0005,     |
| +23, | Volta                  | Ghana                                                        | Afrique           | +008 502,        | douce | +0200,        | +0075,              | +00148,      |
| +24, | Titicaca               | Bolivie, Pérou                                               | Amérique du Sud   | +008 135,        | douce | +0177,        | +0281,              | +00893,      |
| +25, | Lac Nicaragua          | Nicaragua                                                    | Amérique centrale | +008 624,        | douce | +0143,        | 130                 | +00108,      |
| +26, | Athabasca              | Canada                                                       | Amérique du Nord  | +007 920,        | douce | +0335,        | +0243,              | +00204,      |
| +27, | Smallwood              | Canada                                                       | Amérique du Nord  | +006 527,        | douce | +0140,        |                     | +00028,      |
| +28, | Reindeer               | Canada                                                       | Amérique du Nord  | +006 500,        | douce | +0230,        | +0337,              | +00095,      |
| +29, | Kouïbychev             | Russie                                                       | Europe            | +006 450,        | douce | +0500,        | +0041,              | +00058,      |
| +30, | Turkana                | Kenya                                                        | Afrique           | +006 405,        | salée | +0248,        | +0109,              | +00204,      |
| +31, | Eyre                   | Australie                                                    | Océanie           | +006 219,        | douce | +0130,        | +0006,              | +00030,      |
| +32, | Yssyk Koul             | Kirghizistan                                                 | Asie              | +006 200,        | salée | +0182,        | +0668,              | +01 738,     |
| +33, | Orumieh                | Iran                                                         | Asie              | +006 001,        | douce | +0130,        | +0016,              | +00045,      |
| +34, | Mar Chiquita           | Argentine                                                    | Amérique du Sud   | +006 000,        | salée |               | +0019,              | +00100,      |
| +35, | Torrens                | Australie                                                    | Océanie           | +005 698,        | douce | +0209,        |                     |              |
| +36, | Vänern                 | Suède                                                        | Europe            | +005 545,        | douce | +0140,        | +0106,              | +00153,      |
| +37, | Bukhtarmal             | Kazakhstan                                                   | Asie              | +005 490,        | douce | +0220,        |                     | +00048,      |
| +38, | Bratsk                 | Russie                                                       | Asie              | +005 470,        | douce | +0550,        | +0150,              | +01 693,     |
| +39, | Winnipegosis           | Canada                                                       | Amérique du Nord  | +005 403,        | douce | +0245,        | +0018,              | +00198,      |
| +40, | Kariba                 | Zambie, Zimbabwe                                             | Afrique           | +005 400,        | douce | +0220,        | +0078,              | +00160,      |
| +41, | Albert                 | Ouganda, République démocratique du Congo                    | Afrique           | +005 299,        | douce | +0161,        | +0058,              | +00280,      |
| +42, | Nasser                 | Égypte, Soudan                                               | Afrique           | +005 248,        | douce | +0550,        | 183                 | +00132,      |
| +43, | Poyang                 | République populaire de Chine                                | Asie              | +005 100,        | douce | +0170,        | +0025,              | +00025,      |
| +44, | Nettilling             | Canada                                                       | Amérique du Nord  | +005 051,        | douce | +0113,        | +0165,              |              |
| +45, | Nipigon                | Canada                                                       | Amérique du Nord  | +004 843,        | douce | +0116,        | +0165,              | +00320,      |
| +46, | Manitoba               | Canada                                                       | Amérique du Nord  | +004 706,        | salée | +0225,        | +0070,              | +00228,      |
| +47, | Grand Lac Salé         | États-Unis                                                   | Amérique du Nord  | +004 662,        | salée | +0121,        | +0012,              | +00019,      |
| +48, | Moero                  | République démocratique du Congo, Zambie                     | Afrique           | +004 650,        | douce | +0096,        | +0037,              | +00038,      |
| +49, | Qinghai                | République populaire de Chine                                | Asie              | +004 635,        | salée | +0100,        | +0027,              | +00085,      |
| +50, | Rybinsk                | Russie                                                       | Europe            | +004 580,        | douce | +0100,        | +0028,              | +00254,      |
| +51, | Dongting               | République populaire de Chine                                | Asie              | +004 350,        | douce | +0070,        | +0031,              | +00018,      |
| +52, | Bois                   | Canada, États-Unis                                           | Amérique du Nord  | +004 350,        | douce | +0110,        |                     |              |
| +53, | Caniapiscau            | Canada                                                       | Amérique du Nord  | +004 318,        | douce | +0070,        | +0049,              | +00034,      |
| +54, | Guri                   | Venezuela                                                    | Amérique du Sud   | +004 250,        | douce | +0100,        | +0030,              | +00018,      |
| +55, | Sobradinho             | Brésil                                                       | Amérique du Sud   | +004 220,        | douce | +0320,        | +0030,              | +00341,      |
| +56, | Khanka                 | République populaire de Chine                                | Asie              | +004 190,        | douce | +0100,        | +0011,              | +00183,      |
| +57, | Dubawnt                | Canada                                                       | Amérique du Nord  | +003 838,        | douce | +0090,        |                     |              |
| +58, | Van                    | Turquie                                                      | Asie              | +003 755,        | salée | +0119,        | +0451,              | +00191,      |
| +59, | Tana                   | Éthiopie                                                     | Afrique           | +003 630,        | douce | +0084,        | +0014,              |              |
| +60, | Peïpous                | Estonie, Russie                                              | Europe            | +003 555,        | douce | +0130,        | +0013,              | +00025,      |
| +61, | Uvs Nuur               | Mongolie, Russie                                             | Asie              | +003 350,        | salée | +0080,        | +0010,              |              |
| +62, | Amadjuak               | Canada                                                       | Amérique du Nord  | +003 115,        | douce | +0090,        |                     |              |
| +63, | Melville               | Canada                                                       | Amérique du Nord  | +003 069,        | salée | +0130,        | +0256,              | +00313,      |